# Cristal de Lotário
O Cristal de Lotário (também chamado Cristal de Susana) é uma gema gravada no Noroeste da Europa, que mostra cenas da história bíblica de Susana (Livro de Daniel), datando de 855-869 d.C. O Cristal de Lotário é um objeto da coleção do Museu Britânico.

## Descrição
O elemento original do trabalho é um disco circular de quartzo ("cristal de rocha"), medindo 11,5 cm de diâmetro. Foi gravado em gravura em metal com oito cenas que retratam a história de Susana e os Anciãos, relacionados no Livro de Daniel (mas considerado pelos protestantes como parte dos livros apócrifos. Susana é mostrada na primeira cena como sendo falsamente acusada e condenada por adultério pelos anciãos. Daniel intervém para questionar os anciãos, descobre seu falso testemunho e incentivo da execução dela  por lapidação. Na cena final, Susanna é declarada inocente. As cenas são acompanhadas de inscrições em latim tiradas da Vulgata.
As gravuras sobre o cristal são executadas no estilo real e distintivo mediæval Rheims, que se originou em desenhos manuscritos, como aqueles no Livro de Salmos de Utrecht]. As gravuras sobre o cristal são executadas no estilo real e distintivo mediæval Rheims, que se originou em desenhos manuscritos, como aqueles no Livro de Salmos de Utrecht]. O cristal é cercado por uma moldura de cobre dourado do século XV com uma borda de folhagem, que já foi atribuída a Santo Elígio de Noyon (c 588 - 660), o santo padroeiro dos ourives.

## História
Não se sabe nada da história do cristal de Lotário antes do século X. Por volta desse tempo, foi negociado por um conde com um cônego  de Reims em troca de um cavalo. O cônego, porém, negou a posse do cristal. Mais tarde, descobriu-se estar em sua posse quando o cônego ficou exposto quando a catedral foi incendiada. aceso. Em penitência, ele fundou a Abadia de Waulsort (na moderna Bélgica, onde o cristal foi mantido até o século XVII. Durante parte deste período, foi utilizado pelos abades para afivelar a veste sacerdotal durante a missa.
Em 1793, as forças da Revolução Francesa saquearam Waulsort e jogaram o cristal no Mosa, supostamente quebrando o cristal nesse processo. In the 19th century it was stolen and stripped of its jewels. Reapareceu nas mãos de um negociante belga, que afirmou ter sido recuperado do leito do rio e vendido para um colecionador francês por doze francos. Passou para o político britânico (Ralph Bernal), que pagou dez libras esterinas pela péça. > Em 1855 foi adquirido por Augustus Wollaston Franks em nome do Museu Britânico em um leilão da coleção de Bernal naChristie's por £ 267 (libras).
O Cristal Lotário foi o Objeto 53 no programa da BBC Radio 4 “Uma História do Mundo em 100 Objetos”, escolhido e apresentado pelo Diretor do Museu Britânico, Neil MacGregor.

## Interpretação

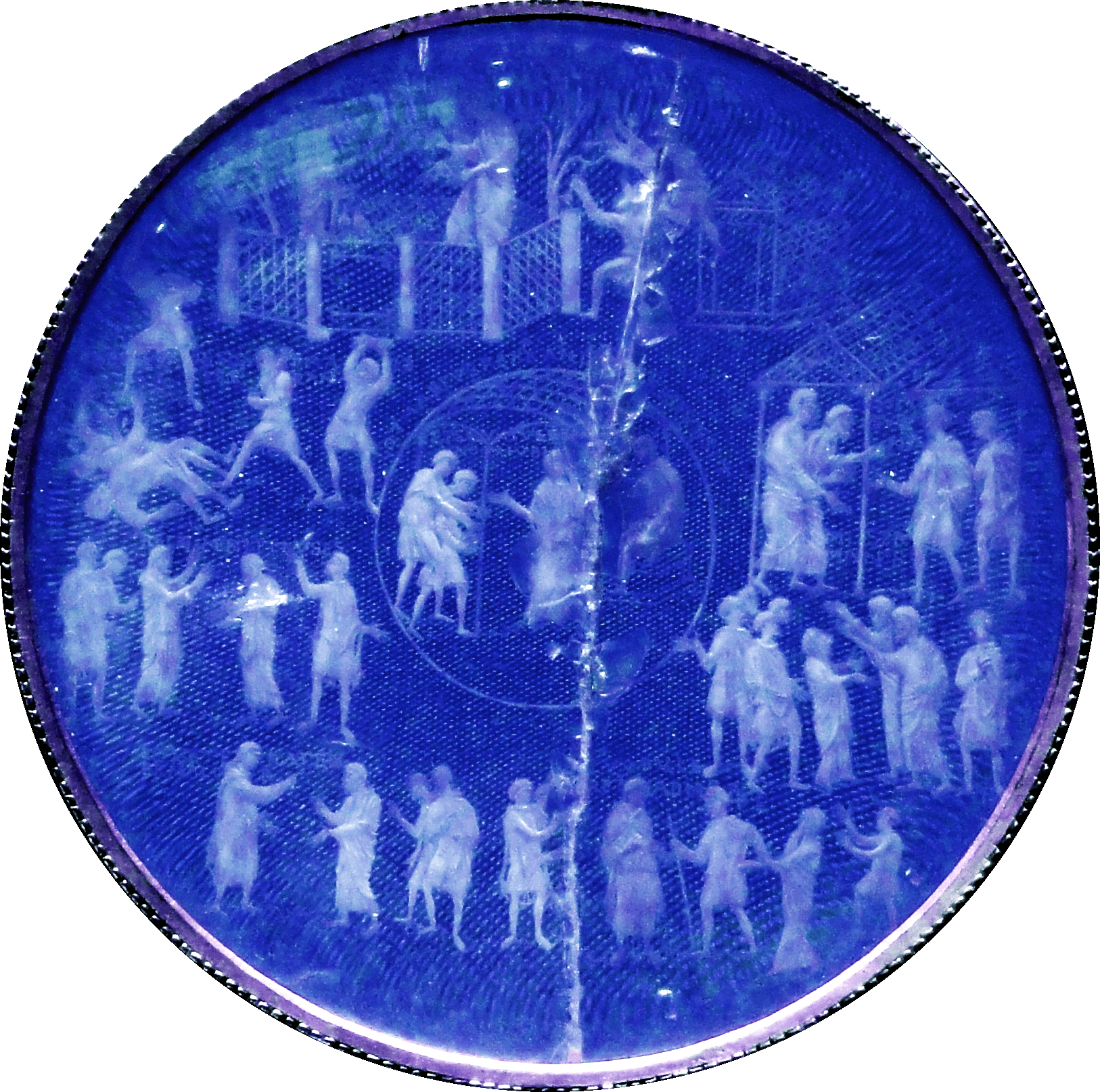
imagem melhorada da gravura.

O cristal é um dentre o pequeno número de gemas gravadas carolíngias criadas para os círculos ao redor da corte, embora sua forma não se assemelhe muito a nenhuma das outras. Uma gema com o retrato de Lotário que provavelmente era seu selo pessoal foi feito cem anos após sua morte, estando na Cruz de Lotário na Catedral de Aachen.  Uma série de interpretações foram apresentadas para a função do cristal, bem como seu significado e importância para a corte de Lotaríngia; sua significância não é clara e ainda tem sido objeto de controvérsia em curso entre os estudiosos.
O tema do cristal sugere que deveria ser mostrado na corte como um símbolo do papel do rei na clemência na justiça. Seu design pode ser uma alusão ao peitoral da justiça usado pelo Cohen Gadol (o sumo sacerdote judeu). <). Sob tal interpretação, o cristal pode ter sido uma tentativa de mostrar visivelmente a responsabilidade do governante de prover a justiça, usando um paralelo bíblico para exortá-lo a defender o ideal do sábio governo exemplificado pelos justos reis do Antigo Testamento. Alternativamente, o sujeito do cristal simboliza uma relação idealizada entre Igreja e estado, com Susana representando a Igreja protegida de seus inimigos pelas decisões justas do governante.
Valerie Flint argumentou que o cristal está relacionado ao divórcio acrimonioso de Lotárior e sua esposa Theutberga, a quem ele acusou de cometer incesto e praticar aborto. Ali se retrata a reivindicação de uma esposa falsamente acusada de um crime sexual, e o tipo de cristal de rocha a partir do qual é feito foi usado pelos Francos como um amuleto. Flint sugere que o cristal foi projetado em 865, quando Loário teve uma reconciliação temporária com a esposa, para servir tanto como uma opressão ao rei por sua conduta e como um encanto para proteger o casal real contra o mal.